# Rasteau
 Rasteau  es una población y comuna francesa, en la región de Provenza-Alpes-Costa Azul, departamento de Vaucluse, en el distrito de Carpentras y cantón de Vaison-la-Romaine.
Está integrada en la Communauté de communes du Pays Voconces.

## Demografía
| 664 | 659 | 566 | 657 | 673 | 674 |
| Para los censos de 1962 a 1999 la población legal corresponde a la población sin duplicidades (Fuente: INSEE [Consultar]) |     |     |     |     |     |